# Koshantschikovius peculator
Koshantschikovius peculator är en skalbaggsart som beskrevs av Vladimir Balthasar 1971. Koshantschikovius peculator ingår i släktet Koshantschikovius och familjen Aphodiidae. Inga underarter finns listade i Catalogue of Life.